# Morte di un commesso viaggiatore (film 1951)
Morte di un commesso viaggiatore (Death of a Salesman) è un film del 1951 diretto da László Benedek e tratto dall'omonima opera teatrale di Arthur Miller.

## Riconoscimenti
- 1952 - Premio Oscar
  - Candidatura Miglior attore protagonista a Fredric March
  - Candidatura Miglior attore non protagonista a Kevin McCarthy
  - Candidatura Miglior attrice non protagonista a Mildred Dunnock
  - Candidatura Migliore fotografia a Franz Planer
  - Candidatura Miglior colonna sonora a Alex North
- 1952 - Golden Globe
  - Migliore regia a László Benedek
  - Miglior attore in un film drammatico a Fredric March
  - Miglior attore debuttante a Kevin McCarthy
  - Migliore fotografia a Franz Planer
- 1953 - Premio BAFTA
  - Candidatura Miglior film
  - Candidatura Miglior attore straniero a Fredric March
- 1952 - Festival di Venezia
  - Miglior interpretazione maschile a Fredric March
  - Candidatura Leone d'Oro a László Benedek
- 1951 - National Board of Review Award
  - Migliori dieci film

## Manifesti e locandine
La realizzazione dei manifesti per l'Italia fu affidata al pittore cartellonista Anselmo Ballester.
- Il bozzetto